# Pubblicazioni dei Testimoni di Geova
Pubblicazioni dei Testimoni di Geova in 1032 lingue (di cui 101 braille). L'elenco delle pubblicazioni che segue sono quelle edite in lingua italiana.

## Riviste
Dal 2022 sarà pubblicato solo un numero all'anno cada rivista.
- La Torre di Guardia,[3] tiratura ad oggi (N.1 2022), di 36 300 000 copie per numero in 419 lingue.
- Svegliatevi!,[3] tiratura ad oggi (N.3 2021), di 68 097 000 copie per numero in 214 lingue.

## Libri editi in italiano dalla Watchtower Society
| Anno | Titolo                                                      |
| ---- | ----------------------------------------------------------- |
| 1971 | Quindi è finito il mistero di Dio                           |
| 1972 | Babilonia la Grande è caduta: il Regno di Dio domina!       |
| 1972 | Ascoltate il Grande Insegnante                              |
| 1973 |                                                             |
| 1973 | Vera Pace e Sicurezza da quale fonte?                       |
| 1974 | Accertatevi                                                 |
| 1974 | Paradiso restaurato per il genere umano dalla Teocrazia     |
| 1975 | È questa vita tutto quello che c'è?                         |
| 1975 | "Eterno proposito"                                          |
| 1975 | Il Millenario regno di Dio si è avvicinato                  |
| 1977 | Buona Notizia                                               |
| 1977 | Come ottenere il meglio dalla tua giovinezza                |
| 1977 | Il nostro prossimo Governo Mondiale il regno di Dio         |
| 1977 | Spirito Santo                                               |
| 1977 | Vita                                                        |
| 1978 | Il mio libro di Racconti Biblici                            |
| 1978 | Vicina la Salvezza dell'uomo dall' afflizione mondiale      |
| 1979 | Commento a Giacomo                                          |
| 1979 | Scegliamo                                                   |
| 1979 | Vita familiare                                              |
| 1980 | Come trovare la Felicità                                    |
| 1981 | "Venga il tuo Regno"                                        |
| 1982 | Potete vivere per sempre su una terra paradisiaca           |
| 1983 | Uniti nell'adorazione del solo vero Dio                     |
| 1984 | Sopravvivere                                                |
| 1985 | Creazione                                                   |
| 1986 | Ausiliario per capire la Bibbia                             |
| 1986 | Cantate lodi a Geova                                        |
| 1986 | Sicurezza mondiale                                          |
| 1986 | Vera Pace                                                   |
| 1988 | Rivelazione: il suo grandioso culmine è vicino              |
| 1989 | I giovani chiedono:risposte pratiche alle loro domande      |
| 1989 | Parola di Dio                                               |
| 1990 | L'uomo alla ricerca di Dio                                  |
| 1990 | Ragioniamo facendo uso delle scritture                      |
| 1990 | Vivere per sempre                                           |
| 1991 | Il più grande uomo che sia mai esistito                     |
| 1991 | "Tutta la Scrittura è ispirata da Dio e utile"              |
| 1992 | Manuale per la Scuola                                       |
| 1993 | Proclamatori                                                |
| 1995 | Conoscenza                                                  |
| 1996 | Il segreto della Felicità familiare                         |
| 1998 | Esiste un Creatore che si interessa di noi?                 |
| 1999 | Profezie di Daniele                                         |
| 2000 | Profezie di Isaia I:Luce per tutta l'umanità                |
| 2001 | Profezie di Isaia II:Luce per tutta l'umanità               |
| 2001 | Traete beneficio dalla Scuola di Ministero Teocratico       |
| 2002 | Accostiamoci a Geova                                        |
| 2002 | Adoriamo il solo vero Dio                                   |
| 2003 | Impariamo dal grande Insegnante                             |
| 2005 | Cosa insegna realmente la Bibbia?                           |
| 2005 | Organizzati per fare la volontà di Geova (Nuova versione)   |
| 2005 | Il mio libro dei Racconti Biblici (Nuova versione)          |
| 2006 | Viviamo avendo in mente Il giorno di Geova                  |
| 2007 | "Vieni, sii mio seguace"                                    |
| 2008 | "Mantenetevi nell'amore di Dio"                             |
| 2008 | I giovani chiedono, volume 2                                |
| 2009 | Cantiamo a Geova                                            |
| 2009 | Rendiamo completa testimonianza riguardo al regno di Dio    |
| 2010 | Dio ci parla per mezzo di Geremia                           |
| 2011 | I giovani chiedono, volume 1 (Riveduto)                     |
| 2013 | Imitiamo la loro fede                                       |
| 2014 | Il Regno di Dio è già una realtà!                           |
| 2015 | Organizzati per fare la volontà di Geova (Riveduto)         |
| 2017 | Traduzione del Nuovo Mondo delle Sacre Scritture (Riveduta) |
| 2017 | "Cosa ci insegna la Bibbia"                                 |
| 2017 | "Gesù: la via, la verità e la vita"                         |
| 2017 | "Cantiamo a Geova con gioia"                                |
| 2017 | "Impariamo dai racconti della bibbia"                       |
| 2018 | "La pura adorazione di Geova finalmente ristabilita"        |
| 2021 | "Puoi vivere felice per sempre. Corso biblico interattivo"  |

## Opuscoli formato rivista
| Anno | Titolo                                                       |
| ---- | ------------------------------------------------------------ |
| 1982 | Vivere sulla terra                                           |
| 1983 | Scuola                                                       |
| 1984 | Nome divino                                                  |
| 1986 | Compiere la volontà di Dio                                   |
| 1986 | "Ecco"                                                       |
| 1989 | Trinità                                                      |
| 1990 | Sangue                                                       |
| 1991 | I nostri problemi                                            |
| 1992 | Mondo senza guerre                                           |
| 1992 | Opuscolo TG                                                  |
| 1993 | Governo                                                      |
| 1993 | Scopo della vita                                             |
| 1994 | Perché adorare Dio                                           |
| 1995 | Istruzione                                                   |
| 1996 | Cosa richiede Dio da noi?                                    |
| 1997 | Libro per tutti                                              |
| 1998 | Quando si muore                                              |
| 1999 | Guida di Dio                                                 |
| 2000 | Amici di Dio                                                 |
| 2000 | Pace e felicità durevoli                                     |
| 2000 | Testimoni di Geova                                           |
| 2001 | Dio si interessa?                                            |
| 2001 | Vita soddisfacente                                           |
| 2003 | "Buon paese"                                                 |
| 2004 | Siate vigilanti!                                             |
| 2005 | Quando muore una persona cara                                |
| 2005 | Spiriti dei morti                                            |
| 2009 | La Bibbia: Qual è il suo messaggio?                          |
| 2010 | La vita: opera di un Creatore?                               |
| 2010 | L'origine della vita: 5 domande su cui riflettere            |
| 2011 | Ascoltate Dio e vivrete per sempre                           |
| 2012 | Dio ci dà una buona notizia                                  |
| 2012 | Chi sta facendo la volontà di Geova oggi?                    |
| 2013 | La Bibbia anche per me                                       |
| 2014 | La vostra famiglia può essere felice                         |
| 2014 | Insegnatelo ai bambini                                       |
| 2015 | Ritorna a Geova                                              |
| 2016 | 10 domande dei ragazzi                                       |
| 2021 | Puoi vivere felice per sempre. Lezioni bibliche introduttive |

## Opuscoli
| Anno | Titolo                                      |
| ---- | ------------------------------------------- |
| 1971 | Salvata la razza umana                      |
| 1972 | Le nazioni si scontrano                     |
| 1973 | Dominio Divino                              |
| 1973 | Vittoria Divina                             |
| 1974 | I piani umani falliscono                    |
| 1975 | Sovranità di Dio                            |
| 1976 | Dio ha cura                                 |
| 1976 | Futuro sicuro                               |
| 1976 | La vita offre molto di più!                 |
| 1977 | Sangue                                      |
| 1978 | Spiriti invisibili                          |
| 1984 | In cerca di un padre                        |
| 1984 | Kurukshetra                                 |
| 1985 | Buona notizia                               |
| 1985 | "Ecco"                                      |
| 1985 | Sottomissione                               |
| 1987 | Argomenti biblici                           |
| 2014 | Introduzione alla Parola di Dio             |
| 2014 | Una guida per lo studio della Parola di Dio |
| 2018 | Applicati alla lettura e all'insegnamento   |

## Volantini
| Anno | Titolo                                                        |
| ---- | ------------------------------------------------------------- |
| 1987 | Perché si può avere fiducia nella Bibbia                      |
| 1987 | In che cosa credono i testimoni di Geova?                     |
| 1987 | Che speranza c'è per i morti?                                 |
| 1992 | Chi governa veramente il mondo?                               |
| 1992 | Ci sarà mai un pacifico nuovo mondo?                          |
| 1993 | Testimoni di Geova: In che cosa credono?                      |
| 1994 | Vita in un pacifico nuovo mondo                               |
| 1995 | Strada che porta al Paradiso                                  |
| 1998 | Una vita familiare gioiosa                                    |
| 1999 | Chi è Gesù Cristo?                                            |
| 2000 | Conforto per chi è depresso                                   |
| 2001 | Chi è Geova?                                                  |
| 2001 | Vorreste conoscere meglio la Bibbia?                          |
| 2001 | Inferno                                                       |
| 2002 | Chi sono i testimoni di Geova?                                |
| 2002 | Il nome più grande                                            |
| 2002 | Vostra Vita                                                   |
| 2005 | Questo mondo sopravviverà?                                    |
| 2005 | Presto tutte le sofferenze finiranno!                         |
| 2008 | Conoscere la verità                                           |
| 2008 | Destino                                                       |
| 2013 | Qual è il segreto per avere una famiglia felice?              |
| 2013 | Chi controlla veramente il mondo?                             |
| 2013 | Si smetterà mai di soffrire?                                  |
| 2013 | Come considerate la Bibbia?                                   |
| 2013 | Come vedete il futuro?                                        |
| 2013 | I morti possono tornare a vivere?                             |
| 2014 | Dove si trova la risposta ai grandi interrogativi della vita? |
| 2014 | Cos'è il Regno di Dio?                                        |

## Notizie del Regno
| Anno | Titolo                                   |
| ---- | ---------------------------------------- |
| 1973 | Religione                                |
| 1973 | Sta per scadere il tempo                 |
| 1974 | È tutta qui la vita?                     |
| 1974 | Governo                                  |
| 1975 | Buone notizie                            |
| 1975 | Il tuo futuro                            |
| 1976 | Delitti e violenza                       |
| 1976 | Sofferenze                               |
| 1977 | La famiglia può sopravvivere?            |
| 1978 | Perché siamo sulla terra?                |
| 1978 | Sollievo dalle afflizioni                |
| 1979 | Amore                                    |
| 1980 | Speranza                                 |
| 1981 | Essere felici                            |
| 1981 | Terra                                    |
| 1982 | Armaghedon                               |
| 1983 | Famiglia unita e felice                  |
| 1985 | Come ha avuto origine la vita?           |
| 1995 | Perché la vita è così piena di problemi? |
| 1997 | Amore fra tutti                          |
| 2000 | Nuovo millennio                          |
| 2006 | È vicina la fine della falsa religione!  |
| 2013 | I morti possono tornare a vivere?        |

## Videoracconti
| Anno | Titolo                                                                                             |
| ---- | -------------------------------------------------------------------------------------------------- |
| 2008 | I Testimoni di Geova, saldi di fronte all'attacco nazista                                          |
| 2008 | Fedeli nelle prove. I Testimoni di Geova nell'Unione Sovietica                                     |
| 2009 | Le meraviglie della creazione rivelano la gloria di Dio                                            |
| 2010 | I Testimoni di Geova: la fede all'opera - Parte 1: Dalle tenebre alla luce                         |
| 2011 | I Testimoni di Geova: la fede all'opera - Parte 2: Rifulga la luce                                 |
| 2012 | Diventa amico di Geova. Ubbidisci e rallegra il cuore di Geova - ( Dvd di animazione per bambini ) |
| 2012 | Camminiamo per fede non per visione                                                                |
| 2013 | Il ritorno del figlio prodigo                                                                      |
| 2014 | Queste parole devono essere nel tuo cuore                                                          |
| 2015 | Che cos’è il vero amore?                                                                           |
| 2016 | "Speriamo in ciò che non vediamo"                                                                  |
| 2016 | "O Geova, confido in te"                                                                           |
| 2017 | "Ricordate la moglie di Lot"                                                                       |
| 2018 | "Giona. Una storia sul coraggio e la misericordia"                                                 |
| 2019 | "Giosia. Amiamo Geova e odiamo il male"                                                            |
| 2020 | "Neemia. La gioia di Geova è la vostra fortezza"                                                   |
| 2021 | "Daniele. Una storia di fede lunga una vita"                                                       |
| 2023 | Affida a Geova il tuo cammino                                                                      |

## La buona notizia secondo Gesù
| Anno | Titolo                             |
| ---- | ---------------------------------- |
| 2024 | Episodio 1. La vera luce del mondo |
| 2025 | Episodio 2. "Questo è mio Figlio"  |
| 2025 | Episodio 3. "Sono io"              |

## Altre pubblicazioni

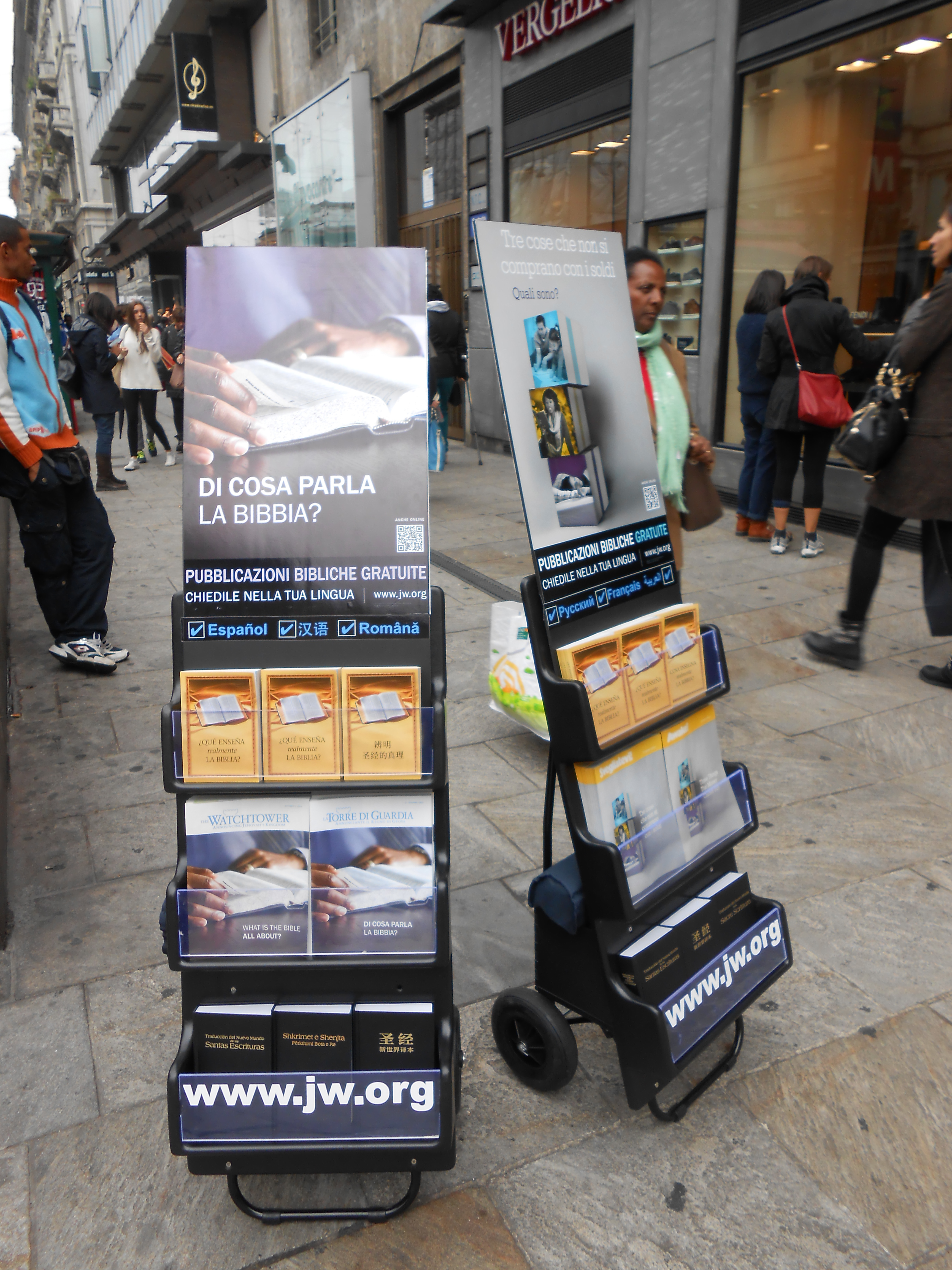
Espositori mobili, che mostrano alcune tra le principali pubblicazioni dei testimoni di Geova, usati per la predicazione nelle piazze e in centri urbani a Milano, Italia

- Guida alle attività per l'adunanza vita cristiana e ministero (Bimestrale)
- Il Ministero del Regno (Mensile)
- Annuario dei Testimoni di Geova (Annuale)
- Esaminiamo le Scritture ogni giorno (Annuale)
- Watchtower Library (Annuale)
- Traduzione del Nuovo Mondo delle Sacre Scritture (Traduzione della Bibbia dei Testimoni di Geova)[5] - (1960 in inglese - 1967,1987 in italiano e in altre lingue); nuova edizione in italiano nel 2017
- Indice delle pubblicazioni 1945-1985 (1990)
- Indice delle pubblicazioni 1986-2008 (2008)
- Perspicacia facendo uso delle scritture, vol. 1 - 1990
- Perspicacia facendo uso delle scritture, vol. 2 - 1990
- Elenco pubblicazioni antecedenti l'anno 1970: (Nuovi Cieli e Nuova Terra - 1955)

## Annotazioni
1. ↑  Per bambini di tre anni o più

1. ↑  Anche in braille
2. ↑  Anche in braille
3. ↑  Anche in braille
4. ↑  Anche in braille
5. ↑  Anche in braille
6. ↑  Anche in braille
7. ↑  Anche in braille
8. ↑  Anche in braille
9. ↑  Anche in braille. In seguito usato come volantino